# John Dunge
John Dunge ursprungligen Björklund, född 1890, död okänt år, var en svensk träsnittare.  
Dunge gjorde sig känd som exlibriskonstnär, bland annat skapade han exlibris för Knut Barr och Frank Hirsch. Som illustratör illustrerade han med träsnitt Bröderna Grimms sagor 1922-1923 och Johann Karl August Musäus Rübezahl, Tyska folksagor 1923. Han skrev och illustrerade Sagan om Batte Buck och Jungfru Rinda 1941. Han ställde ut tillsammans med Föreningen Original-Träsnitt i Stockholm och med Västerås konstförening. Dunge är representerad vid Nationalmuseum och Västerås konstgalleri.